# Шилі (Казалінський район)
Шилі́ (каз. Шилі) — село у складі Казалінського району Кизилординської області Казахстану. Входить до складу Шакенського сільського округу.
Населення — 267 осіб (2021; 247 у 2009, 232 у 1999, 205 у 1989).